# Begijnenbroek
Begijnenbroek is een wijk in het stadsdeel Woensel-Zuid in de stad Eindhoven, in de Nederlandse provincie Noord-Brabant. Op 1 januari 2023 telde de wijk 11.920 inwoners, verdeeld over 5.984 woningen, met een gemiddelde WOZ-waarde van € 321.000, op een oppervlakte van 2,98 km².
De wijk ligt buiten de ring en grenst aan de zuidkant aan de buurten Woenselse Watermolen en TU-terrein. Verder grenst de wijk aan de wijken Erp, Oud-Tongelre, Ontginning en Dommelbeemd.
De wijk bestaat uit de volgende buurten:
- Generalenbuurt
- Oude Toren
- Hondsheuvels
- Oude Gracht-West
- Oude Gracht-Oost
- Eckartdal

De naam Begijnenbroek verwijst naar het begijnhof dat in de 15e eeuw bij de Oude Toren lag. Vanaf de oude toren breidde bewoning zich uit in zuidelijke richting naar Eindhoven-Centrum. Het gehucht dat daar ontstond werd Broek genoemd.

## Fotogalerij

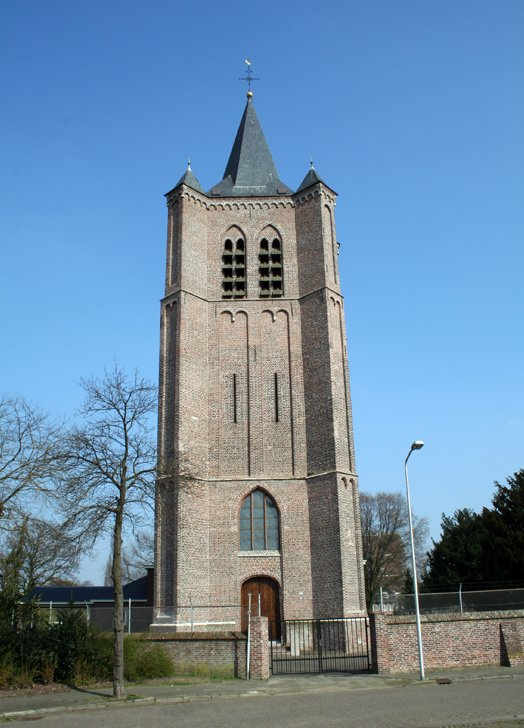
de Oude Toren
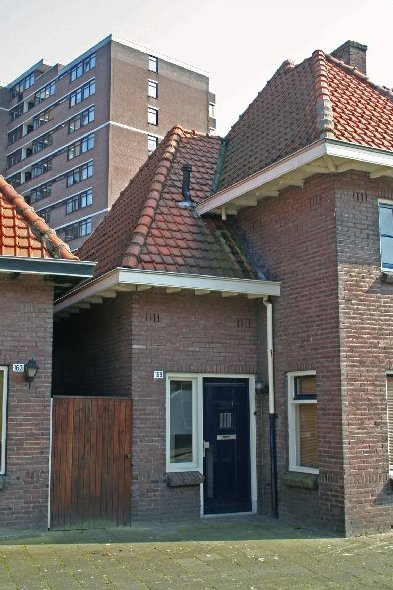
in de wijk Oude Toren
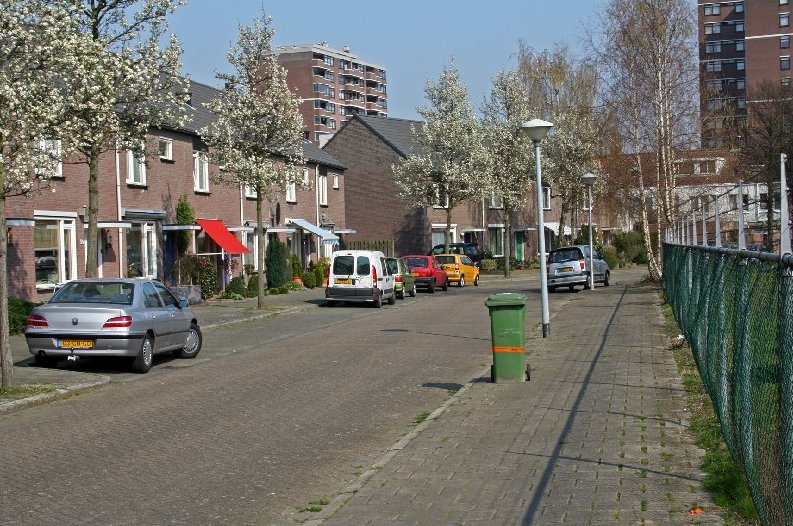
in de wijk Oude Toren
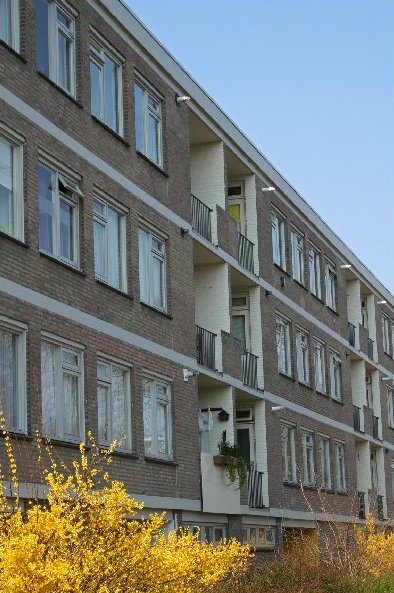
in de Generalenbuurt
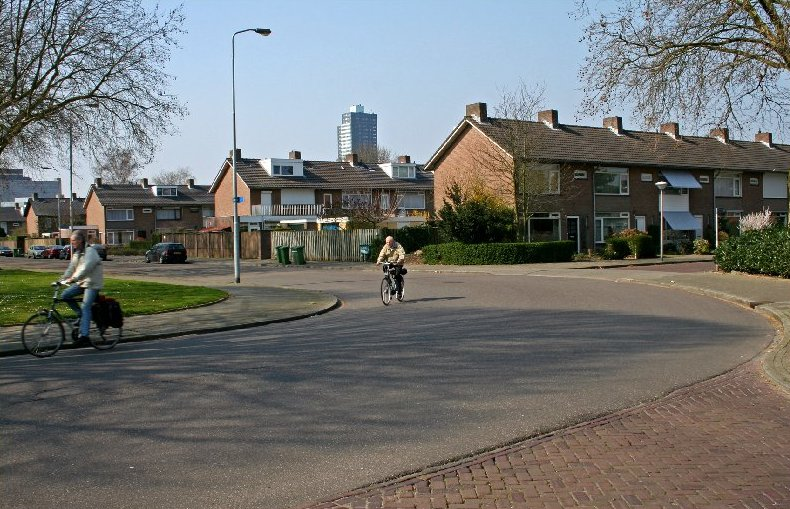
in de Generalenbuurt
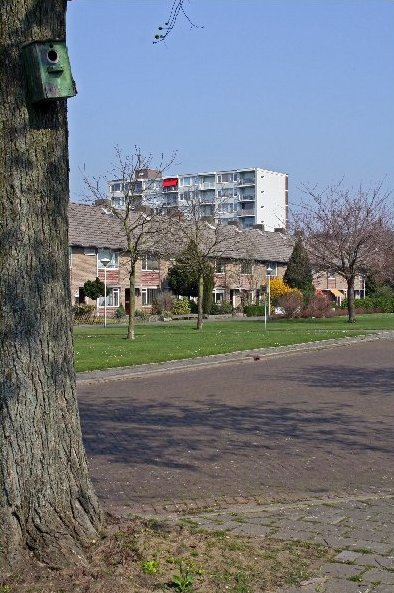
in de Generalenbuurt